# 南部辰丙

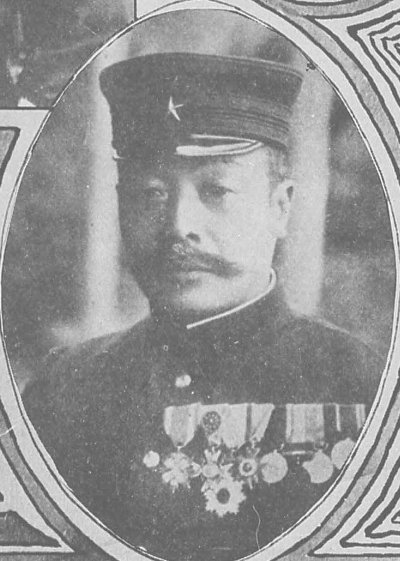
南部辰丙

南部 辰丙（なんぶ しんぺい、旧字体：南部 辰丙󠄁、1856年5月13日（安政3年4月10日） - 1931年（昭和6年）2月21日）は、日本陸軍の軍人。最終階級は陸軍中将。

## 経歴
石川県出身。1875年（明治8年）2月、陸軍士官学校に入学。1877年（明治10年）12月、歩兵少尉に任官し陸士（旧1期）を卒業した。
1896年（明治29年）12月、歩兵第42連隊長に就任し、1897年（明治30年）10月、東部都督部参謀に異動。1898年（明治31年）10月、歩兵第6連隊長となり、1899年（明治32年）同年2月、歩兵大佐に昇進。日露戦争に出征。1904年（明治37年）7月、陸軍少将に進級し歩兵第5旅団長に移り、奉天会戦などに参戦。1905年（明治38年）6月、陸士校長に転じた。
1911年（明治44年）9月、陸軍中将に進み下関要塞司令官に着任。1912年（明治45年）2月、憲兵司令官に就任し、1915年（大正4年）2月、第2師団長に親補された。1916年（大正5年）8月に待命、1917年（大正6年）4月、予備役に編入となった。1919年（大正8年）4月1日、後備役に編入。

## 栄典
位階
- 1892年（明治25年）3月11日 - 従六位[5]
- 1896年（明治29年）3月24日 - 正六位[6]
- 1899年（明治32年）4月10日 - 従五位[7]
- 1904年（明治37年）5月16日 - 正五位[8]
- 1909年（明治42年）6月21日 - 従四位[9]
- 1914年（大正3年）7月10日 - 正四位[10]

勲章等
- 1889年（明治22年）11月29日 - 大日本帝国憲法発布記念章[11]
- 1890年（明治23年）5月30日 - 勲六等瑞宝章[12]
- 1895年（明治28年）
  - 5月23日 - 勲五等瑞宝章[13]
  - 10月18日 - 双光旭日章、功四級金鵄勲章[14]
- 1895年（明治28年）11月18日 - 明治二十七八年従軍記章[15]
- 1901年（明治34年）11月30日 - 勲四等瑞宝章[16]
- 1905年（明治38年）5月30日 - 勲三等瑞宝章[17]
- 1906年（明治39年）4月1日 - 功二級金鵄勲章、勲二等旭日重光章、明治三十七八年従軍記章[18]
- 1915年（大正4年）11月7日 - 旭日大綬章、大正三四年従軍記章[19]
- 1915年（大正4年）11月10日 - 大礼記念章[20]

## 親族
- 養子・甥 南部外茂起（陸軍少将、兄頼精の二男）[1][21]